# Audi A4
O Audi A4 é um modelo de carro executivo de porte médio introduzido pela montadora Audi, no ano de 1994, em substituição ao Audi 80.
A construção deste modelo baseou-se na Plataforma B5 da Volkswagen, também utilizada na Volkswagen Passat Mark 5. A versão mais comum apresenta um motor dianteiro longitudinal e tração dianteira, mas outros modelos possuem o motor de tração integral Quattro. O Audi A4 foi inicialmente introduzido como um sedan de quatro portas; em 1995 foi lançada a versão Station Wagon Avant.
Desde o início da produção, foram instalados vários tipos de motores, entre 1,6 e 2,8 litros, e um Diesel 1,9 L disponível com a nova tecnologia VW "Pumpe Duse" (PD, ou injetor unitário), capaz de atingir uma alta potência de 110 cavalos (81 kW). Contudo, na América do Norte, esse modelo esteve disponível apenas até 1997. O motor V6 com 2,8 litros, herdado do antigo Audi 80/90.
O Audi A4 foi o primeiro modelo do grupo Volkswagen com o novo recurso 1,8 L 20V, fornecido com motor cinco válvulas por cilindro, com base na unidade Audi Sport foi desenvolvido para as corridas Super Touring. A versão, com motor sobrealimentado, foi produzida nas versões 150 cvs (110 kW) e 210 Nm (155 ft.lbf) de torque. Esta tecnologia foi adicionada à família de motores V6 em 1996, começando com o motor 2,8L V6 30V, de 180 cavalos (142 kW).
A Audi também estreou seu câmbio Tiptronic sob a transmissão B5 plataforma, baseada na unidade Porsche, desenvolvido para as suas 964. A transmissão é automática convencional, com um conversor de torque, mas também possibilita a transmissão manual.
O A4 B5 foi um modelo Audi. Anteriormente considerado como um modelo de caráter secundário no segmento dos automóveis de luxo, foi realizada uma melhoria da qualidade e da engenharia com o lançamento da versão B5 A4, fazendo com que os compradores percebessem que havia uma versão de luxo diferente de BMW e Mercedes Benz. Combinado com o bem-recebido conceito TT (mais tarde colocado em produção), a Audi emergiu como uma das líderes no mercado automobilísticode luxo.

## Primeira geração (1993-2000)
Em 1993, a marca alemã decide substituir o modelo 80 por um modelo mais moderno, o A4. O 80 sairia do mercado em 1996. Audi renovou o modelo em 1997, com o início das vendas na Europa no início de 1998. Além da introdução de um 2,8L 30 válvulas V6 (substituindo o desatualizado 2,8L V6 12 válvulas), os mais importantes complementos para o intervalo foram a 2,5L V6 TDI (diesel) com motor de 150 cvs (110 kW) e de norma Quattro e uma caixa de seis velocidades, bem como a nova alta performance S4, que passou parte da linha A4 (a anterior tinha sido um S4 Audi 100). Nova traseira, faróis, porta-alças, e outras partes menores exterior / interior arredondado com as mudanças visuais.
Em meados de 1998, o 1.8 T motor disponível fora da Europa teve sua potência aumentada para 170 cvs (125kW). A versão V6 12 válvulas foi substituído pelo 30 válvulas, unidade que tinha sido utilizado na Europa durante dois anos. Em 1999, estreou um Audi com desempenho ainda melhor no Sport modelo, os RS4, tal como o seu antecessor RS2 disponível apenas na Avant. A produção deste A4 terminou em inícios de 2001; e o Avant ainda ficou até 2002.

## Segunda geração (2001–2006)
Um conjunto de novos A4, internamente designada Typ 8E, estreou no final de 2000, agora tudo sobre o novo Volkswagen Plataforma B6. O carro, com novo estilo, foi inspirado sobre a 2ª geração do Audi A6. O modelo básico 1,6L permaneceu inalterado, mas a maioria dos outros motores à gasolina receberam aumentos ou atualizações. Os 1,8L 20V Turbo foi agora disponível em duas versões adicionais, com 150 ou 180 cvs (110/132kW), estes com potência de até seis velocidades, enquanto a aspiração natural 1,8L e 2,8L V6 foram substituídos por 2,0L e de todas as unidades de alumínio 3,0L, ainda com cinco válvulas por cilindro, o mais poderoso do que era capaz de 220 cvs (162kW) e 300 Nm (221ft lbf) de torque. O motor 1,9 TDI foi atualizado para 130 cvs e foi agora disponível com o Quattro, enquanto os 2,5 V6 TDI Alto (termo modelo foi introduzido com 180 cvs -132kW e de norma Quattro). A Avant chegou em meados de 2001. Esta geração do Quattro é constituída por padrão de frente para a retaguarda 50:50 torque distribuição, infinitamente variável até 25:75 ou 75:25.
Para 2002, Audi atualizando potência em motores turbo a 1,8L a 163 cvs e 190 cvs (120 kW e 140 kW, respectivamente) - 190 designada por um vermelho T, ambos disponíveis com Quattro, e na versão intermédia para 2,5 TDI 163 cvs. Um motor com 2,0L Fuel Injection também foi disponibilizado. Um ano mais tarde, foi reintroduzido o Audi S4, agora alimentado por um 344 cvs (253kW) 4,2L V8, assim como uma variante A4 Cabriolet conversível (Typ 8H), finalmente, que substitui o 80 com base Audi Cabriolet, que tinha sido interrompida em 1998. Foi incluído um capuz que, acionado eletricamente, é baixado em menos de 30 segundos, e styling incorporadas algumas alterações que eventualmente foi encontrado em seu caminho para a versão berlina (como o corpo colorido de menor patamar, painéis e para-choques).
Audi também introduziu uma transmissão continuamente variável desenvolvido por Luck, denominado Multitronic, que substituiu o Tiptronic nos modelos não Quattro. A transmissão ganhou elogios consideráveis da imprensa automotiva e é geralmente considerado como sendo o melhor do seu tipo no mundo, devido ao seu baixo peso e prontidão na resposta, mas a sua utilização foi limitada aos modelos com um máximo de 310 Nm (229 ft lbf).
Empréstimos contraídos a partir de Audi A6, o arranque foi redesenhado para remover a extensão da borda superior da tampa com uma linha suave, e o brake-light agora faz parte de cima da linha.
Um modelo chamado Ultra Sport foi introduzido no mercado norte-americano pouco antes do B6 ser substituído pelo B7. Ela incluiu alumínio no acabamento interior, spoilers dianteiro e traseiro e laterais de valência.
O projeto foi B6 disponível com os seguintes motores:
| Motor               | cilindros | Power                                       |
| ------------------- | --------- | ------------------------------------------- |
| 1.6                 | 4         | Predefinição:Auto PS                        |
| 2.0 20 V fornecida  | 4         | Predefinição:Auto PS                        |
| 1.8T 20 V fornecida | 4         | Predefinição:Auto PS / Predefinição:Auto PS |
| 1.8T S-Line         | 4         | Predefinição:Auto PS / Predefinição:Auto PS |
| 2,4 30V             | V6        | Predefinição:Auto PS                        |
| 3,0 30V             | V6        | Predefinição:Auto PS                        |
| S4 4.2              | V8        | Predefinição:Auto PS                        |
| 1.9 TDI             | 4         | Predefinição:Auto PS / Predefinição:Auto PS |
| 2.5 TDI             | V6        | Predefinição:Auto PS / Predefinição:Auto PS |

## Terceira geração (2005–2009)

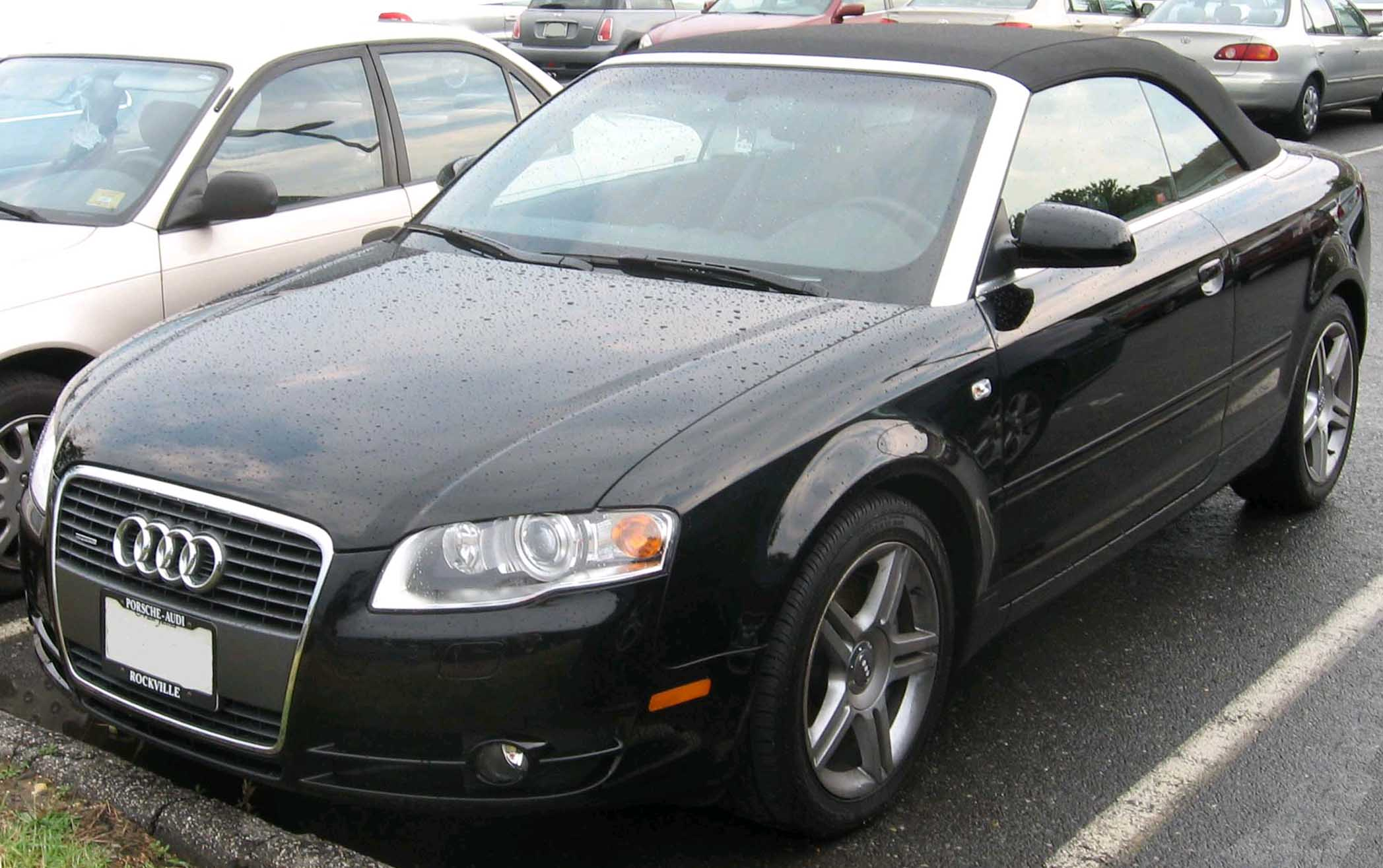
2007 Audi A4 convertible (US)

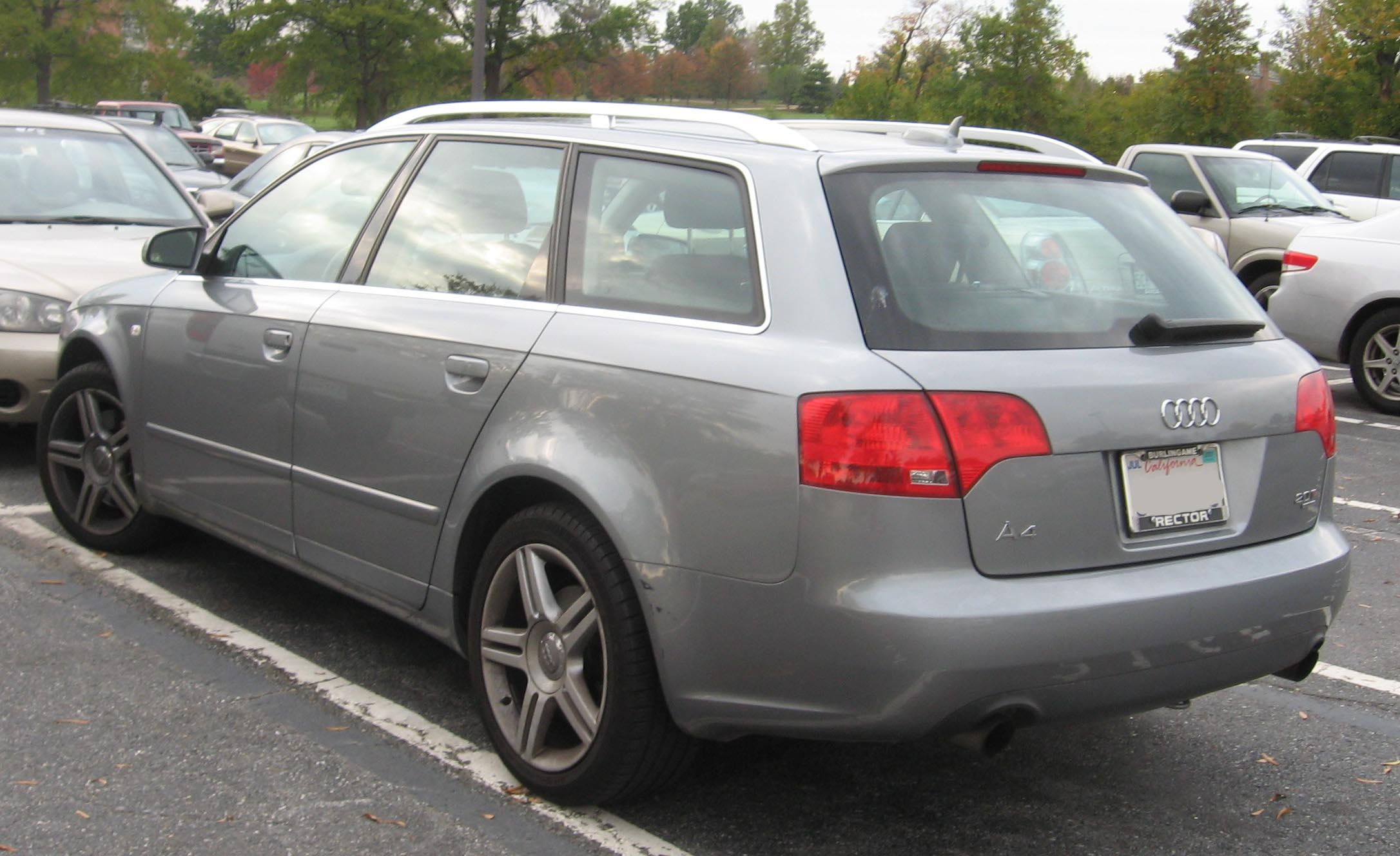
Audi A4 2.0T Avant (US)

Audi A4 apresenta uma versão revisada, no final de 2004, com a designação interna de B7. No entanto, esta nova gama A4 ainda utiliza as já existentes Plataforma B6 da Volkswagen, chassis obtidas a partir da saída B6, mas contando com novas configurações de direção, suspensão, geometria, novo motor gamas, chassis e sistemas de navegação eletrônica (novo sistema avançado Bosch 8,0 ESP). Audi  utiliza plataforma PL46 (longitudinal plataforma de automóveis de passageiros, dimensão 4, 6 geração) para ambos os B6 e B7 chassis. O Typ 8E e 8H tipo denominações também são os mesmos que no A4 B6.
O motor recebeu muitos aditamentos. A introdução de 2005 Fuel Injection, estratificada por TFSI e de 2.0L a 3.2L FSI V6 a gasolina, bem como outras adaptações, o aumento da potência de 200 cvs e 255 cvs (147kW e 188 kW), respectivamente. Estes motores executavam um mandato de quatro válvulas por cilindro design. O desenho era incompatível com o sistema de injeção direta FSI. O motor diesel TDI 2,0L combina agora Pumpe Duse (PD) tecnologia com 16 válvulas, pela primeira vez, enquanto os maiores 2,5L TDI foi aumentada para 3,0L, oferecendo 204 cvs (150 kW). O sistema Quattro permaneceu disponível na maioria dos modelos A4. Em Audi aposentados, sua velocidade em 5 marchas manual foi substituída em favor de uma de 6 velocidades. Tal como antes, a transmissão Multitronic está disponível com tração dianteira, enquanto uma de 6 velocidades Tiptronic está disponível na versão Quattro.
Para além do mais elevado desempenho S4 (S nos esportivos), que transitam do grupo motopropulsor da B6 S4, Audi reintroduziu a linha de alta performance RS4, pela primeira vez sobre a Station Wagon e Cabriolet e com um corpo normalmente aspirado 4,2L motor V8 FSI. Outra notável inclusão é a 3ª geração Quattro, um sistema que utiliza um front -40:60 assimétrico, retaguarda torque e distribuição (este novo centro assimétrico diferencial foi inicialmente disponível apenas sobre o RS4, e, mais tarde, sobre o S4. O resto da gama ainda A4 aproveitadas as 50:50 dividida diff). Uma edição limitada foi introduzida, pela primeira vez, em finais de 2005, sendo reintroduzida, em 2006, como um opcional regular. O motor 2.0T FSI foi projetado para 220 PS (162 kW) na versão Quattro padrão. A dianteira mudou e adquiriu a forma trapezoidal de altura, do mesmo modo como a terceira geração Audi A6.
O modelo B7 Cabriolet chegou mais tarde,  em comparação às outras duas variantes, com início das vendas em fevereiro de 2006. Sobre o Cabriolet se inaugura a versão 2,0 TDI, mas, até de momento, esta não oferece as velocidades Multitronic.
O Audi A4 oferece muitas características de segurança, como os airbags laterais, freios anti-bloqueio (ABS), Programa de Estabilização Eletrônica, e seu opcional Quattro.

## Quarta geração (2008–2016)
A quarta geração do A4 é fabricada desde 2008 até 2016.

## Quinta geração (2016-presente)
A quinta geração do A4 é fabricada desde 2016.

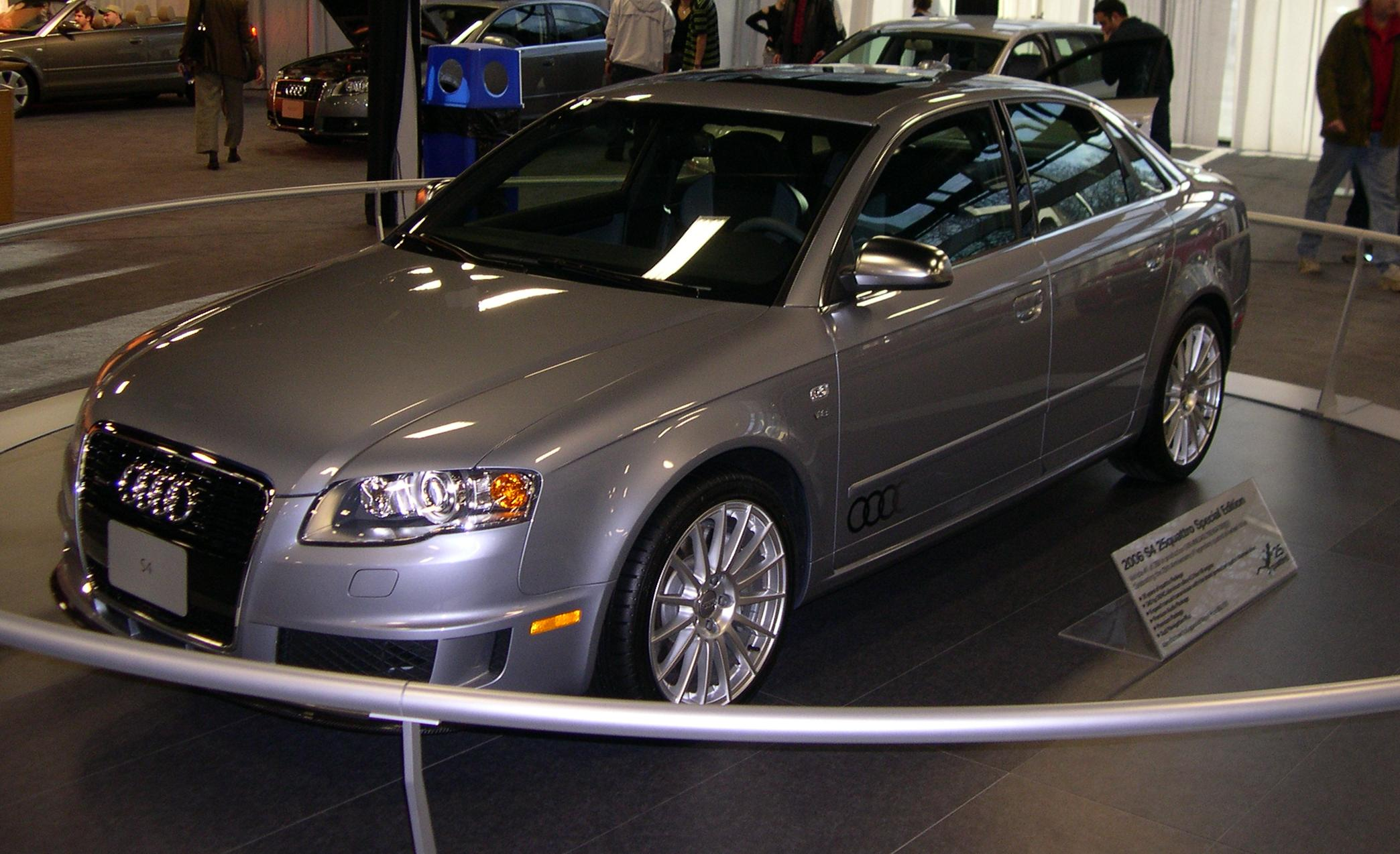

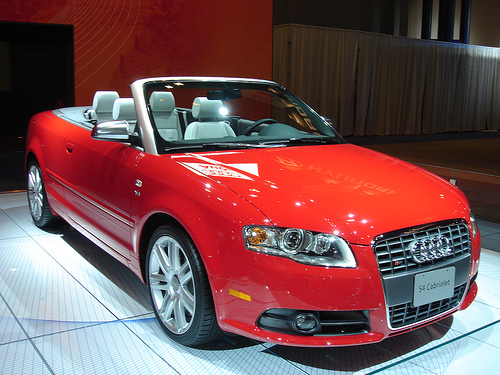

### Motores
| A4 Engine Setup  | Potência         | Sedan | Avant | Cabriolet | Vel. Máxima (Sedan)                           | 0-100 km/h (Sedan) |
| ---------------- | ---------------- | ----- | ----- | --------- | --------------------------------------------- | ------------------ |
| 1.6              | 102 cv (75,0 kW) |       |       |           |                                               |                    |
| 2.0              | 130 cv (95,6 kW) |       |       |           | 131 mph (211 km/h)                            | 9.9                |
| 1.8T             | 163 cv (120 kW)  |       |       |           | 141 mph (227 km/h)                            | 8.6                |
| 1.8T quattro     | 163 cv (120 kW)  |       |       |           | 140 mph (225 km/h)                            | 8.7                |
| 2.0T FSI         | 200 cv (147 kW)  |       |       |           | 149 mph (240 km/h)                            | 7.3                |
| 2.0T FSI quattro | 200 cv (147 kW)  |       |       |           | 147 mph (237 km/h)                            | 7.2                |
| 2.0 DTM Edition  | 220 cv (162 kW)  |       |       |           | 154 mph (248 km/h)                            | 7.1                |
| 3.2 FSI          | 256 cv (188 kW)  |       |       |           | 155 mph (249 km/h) (eletronicamente limitado) | 6.8                |
| 3.2 FSI quattro  | 256 cv (188 kW)  |       |       |           | 155 mph (249 km/h) (eletronicamente limitado) | 6.4                |
| 4.2 S4           | 344 cv (253 kW)  |       |       |           | 155 mph (249 km/h) (eletronicamente limitado) | 5.6                |
| 4.2 RS4          | 420 cv (309 kW)  |       |       |           | 155 mph (249 km/h) (eletronicamente limitado) | 4.8                |
| 1.9 TDI          | 115 cv (84,6 kW) |       |       |           | 124 mph (200 km/h)                            | 11.2               |
| 2.0 TDI          | 140 cv (103 kW)  |       |       |           | 131 mph (211 km/h)                            | 9.7                |
| 2.0 TDI          | 170 cv (125 kW)  |       |       |           | 141 mph (227 km/h)                            | 8.6                |
| 2.0 TDI quattro  | 170 cv (125 kW)  |       |       |           | 139 mph (224 km/h)                            | 8.5                |
| 2.7 TDI          | 180 cv (132 kW)  |       |       |           | 143 mph (230 km/h)                            | 8.4                |
| 3.0 TDI quattro  | 233 cv (171 kW)  |       |       |           | 153 mph (246 km/h)                            | 6.8                |

## Vendas no Brasil (2008-2018)
| Ano  | Brasil |
| ---- | ------ |
| 2008 | 273    |
| 2009 | 758    |
| 2010 | 1.264  |
| 2011 | 1.710  |
| 2012 | 1.262  |
| 2013 | 1.691  |
| 2014 | 1.580  |
| 2015 | 967    |
| 2016 | 958    |
| 2017 | 1.072  |
| 2018 | 1.041  |